# Linda Gates
Linda Gates (24 dicembre 1969) è un'ex tennista statunitense.

## Carriera
In carriera ha vinto nel singolare e nel doppio lo Schenectady Open nel 1985. Nei tornei del Grande Slam ha ottenuto il suo miglior risultato raggiungendo i quarti di finale di doppio agli Australian Open nel 1985, in coppia con la connazionale Alycia Moulton.

## Statistiche

### Singolare

#### Vittorie (1)
| Numero | Anno           | Torneo                        | Superficie | Avversaria in finale | Punteggio |
| 1.     | 14 luglio 1985 | Schenectady Open, Schenectady | Cemento    | Jennifer Goodling    | 6-1, 6-1  |

### Singolare

#### Finali perse (1)
| Numero | Anno            | Torneo                                 | Superficie | Avversaria in finale | Punteggio |
| 1.     | 20 ottobre 1985 | Japan Open Tennis Championships, Tokyo | Cemento    | Gabriela Sabatini    | 3-6, 4-6  |

### Doppio

#### Vittorie (1)
| Numero | Anno           | Torneo                        | Superficie | Compagna   | Avversarie in finale            | Punteggio |
| 1.     | 14 luglio 1985 | Schenectady Open, Schenectady | Cemento    | Lynn Lewis | Cecilia Fernandez Helena Manset | 7-6, 6-4  |

### Doppio

#### Finali perse (1)
| Numero | Anno           | Torneo                             | Superficie | Compagna       | Avversarie in finale          | Punteggio     |
| 1.     | 30 aprile 1986 | Virginia Slims of Arizona, Phoenix | Cemento    | Alycia Moulton | Susan Mascarin Betsy Nagelsen | 3-6, 7-5, 4-6 |